# Clément Janequin
Clément Janequin, także Jannequin, Jennequin (ur. ok. 1485 w Châtellerault, zm. około 1558 w Paryżu) – francuski kompozytor epoki renesansu.

## Życiorys
Nie zachowały się dokumenty opisujące jego młode lata, wiadomo tylko, że ukończył seminarium duchowne i otrzymał święcenia kapłańskie. Od 1505 r. był księdzem w Bordeaux i w latach 1505–1523 pozostawał tam w służbie u Lancelota du Fau. W między rokiem 1523 a 1529 pracował u Jeana de Foix, biskupa Bordeaux, następnie sprawował funkcje kościelne m.in. w Angres, gdzie w latach 1534–1537 prowadził kapelę katedralną. Ok. 1545 r. przebywał w Paryżu, a przed 1549 r. kierował kapelą w Beaumont, na dworze Philippe'a de Croý diuka d'Aerschot. Po roku 1550 nosił tytuł kompozytora królewskiego (compositeur ordinaire du roi). Jego pierwszym wydawcą w Paryżu był P. Attaingnant.

## Twórczość
Janequin jest przede wszystkim autorem trzy-, cztero- i pięciogłosowych chansons (sam nazywał je inventiones), o tematyce zarówno religijnej, jak i świeckiej (do tekstów m.in. C. Marota, M. de Saint-Gelais, P. de Ronsarda). Większość chansons to pieśni ilustracyjno-programowe – przedstawiają sceny wojenne (np. zdobycie Boulogne, bitwę pod Renty, oblężenie Metzu), polowania i inne sceny z życia codziennego, lub przyrodę (szczególnie ptaki). Najbardziej znana jest 4-głosowa La guerre ou bataille de Marignano, której transkrypcję pt. Bellum francigenum zawierają tabulatury organowe: Jana z Lublina (1540) i klasztoru Św. Ducha (1548). Przykładami frywolnego humoru i mistrzowskiej charakterystyki muzycznej są Le caquet des femmes, La jalousie, Les cris de Paris (wykrzykniki ulicznych przekupniów), obrazki przyrody: Le chant des oiseaux, La rossignol (Słowik), L'alouette (jej transkrypcja również znalazła się w tabulaturze Jana z Lublina). Chansons Jannequina były wielokrotnie wydawane w latach 1520–78 w Wenecji (przez A. Gardano), oraz Paryżu (m.in. P. Attaignant, N. du Chemin, J. Moderne).

## Kompozycje
- 263 chansons

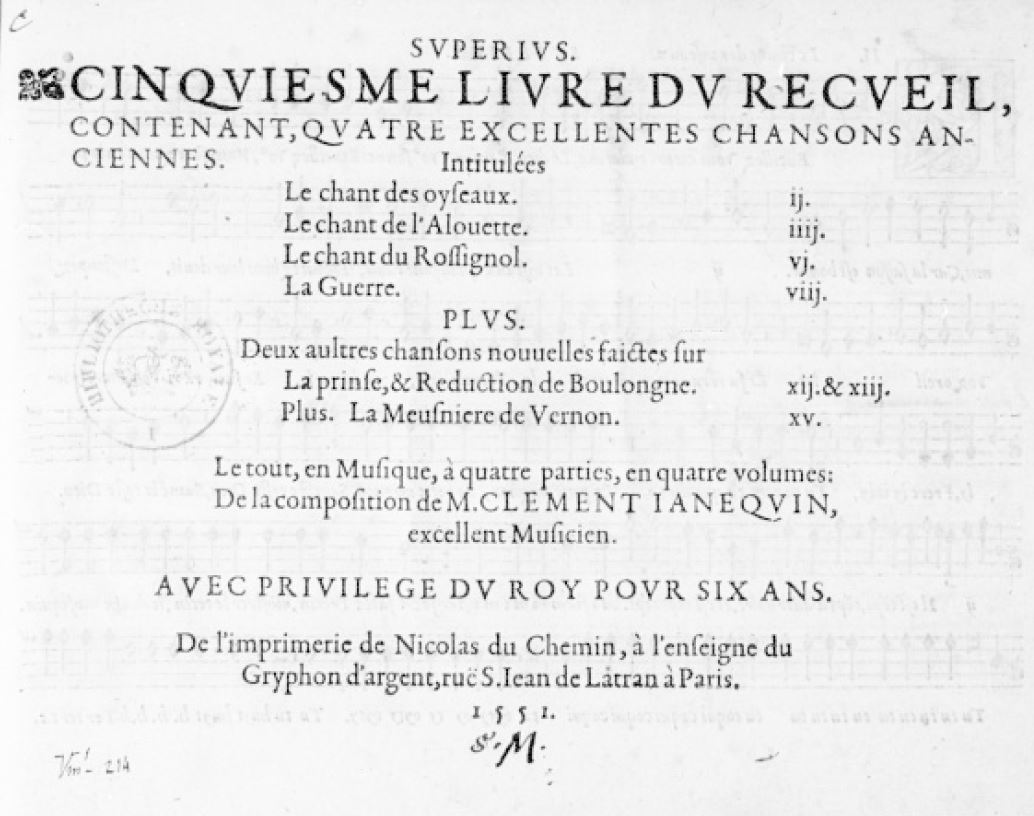
Strona tytułowa Cinquième livre du recueil Janequina z 1551 roku

- psalmy i pieśni religijne wydane w 5 księgach (Paryż 1549–59)
- motet Congregati sunt
- 2 msze oparte na tematach wziętych ze świeckich chansons